# Капроне (Болцано)
Капроне је насеље у Италији у округу Болцано, региону Трентино-Јужни Тирол.
Према процени из 2011. у насељу је живело 51 становника. Насеље се налази на надморској висини од 1703 м.